# Rosa Triplex
«Rosa Triplex» — акварель английского художника-прерафаэлита Данте Габриэля Россетти, созданная в 1874 году.

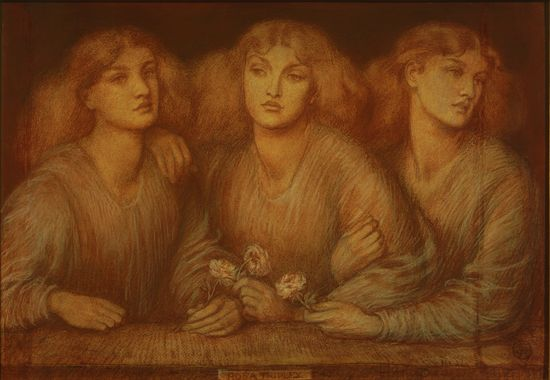
«Rosa Triplex», 1867, Галерея Тейт

Тройные портреты являются давней традицией в истории искусства, их заказывали король Карл I и кардинал Ришельё для того, чтобы впоследствии по ним могли работать скульпторы. Россетти был знаком с этими известными работами Антониса Ван Дейка и Филиппа де Шампаня, но его тройные женские портреты несут иную цель — показать красоту одной женщины в различных ракурсах. В то же время, работа несёт в себе ассоциацию с мифологическими женщинами — тремя грациями и тремя мойрами. Тематика тройственности не впервые находит отражение в творчестве Россетти, в 1852 году он создал эскиз картины «Три Марии у подножия креста», в 1854 — «Девы эльфийского народа», иллюстрацию к балладе Вильяма Аллингама с тремя эльфийками.
Натурщицей для акварели стала Мэй Моррис; существует пастель 1867 года, для которой позировала Алекса Уайлдинг. В 1874 году у Россетти возникли сложности с тем, чтобы дальше писать портреты Уайлдинг, поэтому он попросил позировать Мэй Моррис. В поздней версии отсутствует динамика изображения, присущая пастели 1867 года; именно раннюю версию искусствовед Генри Марилльер характеризует как «самую искреннюю» из существовавших четырёх или пяти репродукций. Брат художника, Уильям Майкл Россетти, писал, что акварель должна была стать дополнением для «Вчерашней розы» и «Возвращения Тибулла к Делии» (обе картины приобрёл Фредерик Крейвен). Версия 1867 года находится в собрании Галереи Тейт, акварель 1874 года была продана на аукционе Кристис 17 июня 2014 года за 1,5 миллиона долларов.

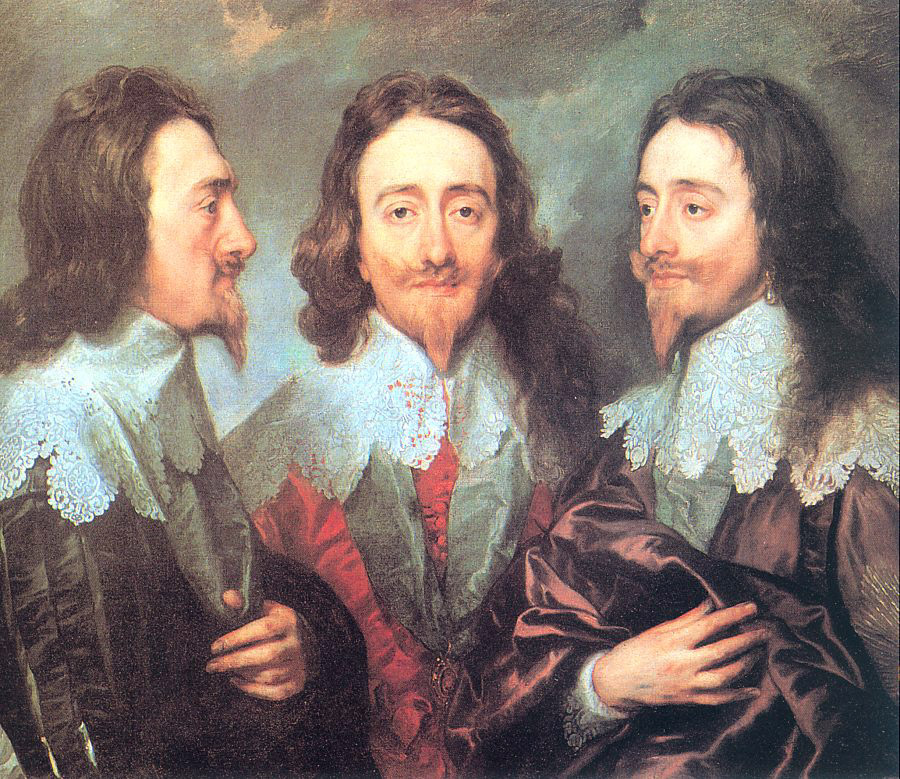
Антонис Ван Дейк. «Карл I с трёх сторон» (1635—1636)
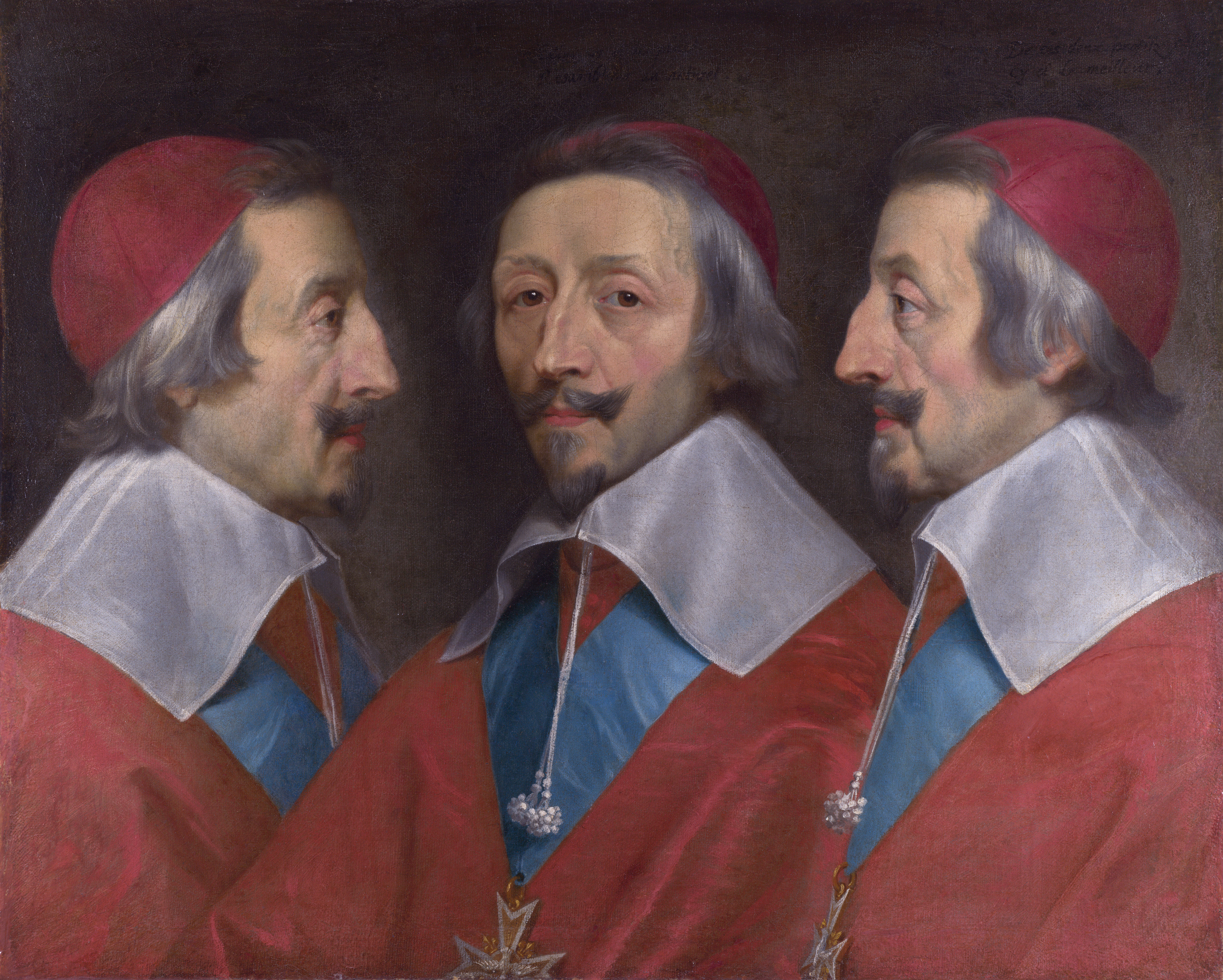
Филипп де Шампань. «Портрет кардинала Ришельё» (1642)
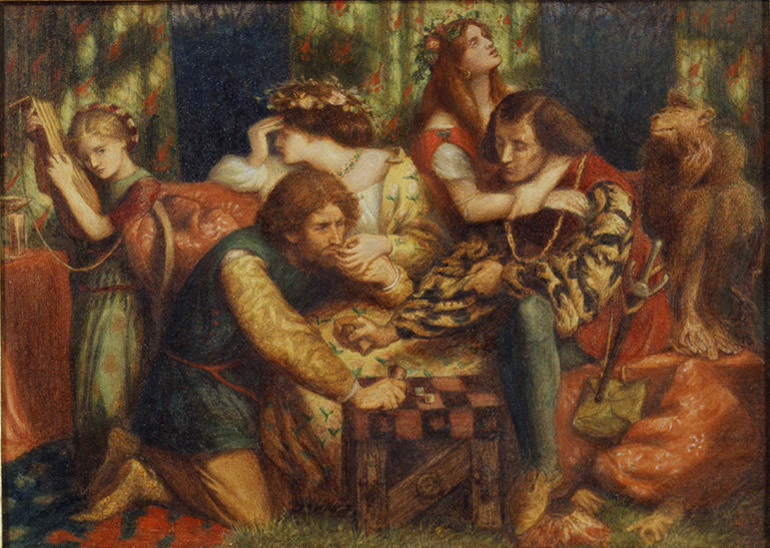
«Вчерашняя роза» (1865)
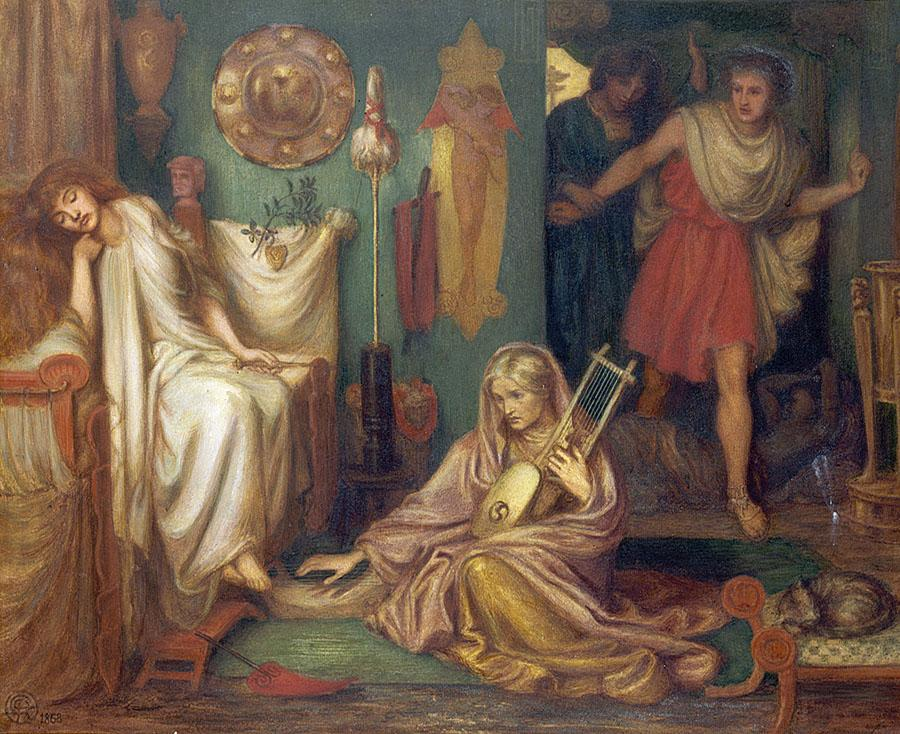
«Возвращение Тибулла к Делии» (1868)